# 保釈
保釈（ほしゃく）とは、勾留されている被告人について住居限定や保証金の納付を条件として身柄の拘束を解く制度である。

## 日本の保釈制度

### 趣旨
日本では刑事訴訟法88条以下に規定がある。日本法では起訴後の保釈のみが認められており、起訴前の保釈の制度はない（刑事訴訟法207条1項ただし書）。
勾留の目的は罪証の隠滅を防ぎ、公判や刑の執行への出頭を確実にすることにある。このような目的を達するには、直接、被告人の身柄を拘束する方法以外にも、約束に違反した場合には「金銭を没収する」という経済心理的な強制を加える方法でも可能である。
また一方で、被告人を拘束し続けることは、社会復帰を阻害することになりかねないという欠点がある。後に無罪判決を受けた場合はもちろん、執行猶予判決の場合であっても、判決前に長期欠勤や欠席を理由に解雇や退学されてしまうという例は珍しくないからである。保釈制度の趣旨は、被告人の出頭確保などによる刑事司法の確実な執行と、被告人の社会生活の維持との調整を図ることにある。
保釈中に逃亡した場合、日本では保釈金が没収されるのみだったが、2023年に刑事訴訟法が改正され、公判に出頭しないと罰する「不出頭罪」、指定された住所を一定期間離れることを禁じる「制限住居離脱罪」が新設されたほか、監督者制度が創設され、また監督者に監督をさせるとともに、保釈金と別に監督者にも保証金を納付させることができるようになった。

### 保釈の種類
- 権利保釈（請求保釈、必要的保釈ともいう。刑事訴訟法89条に規定。）
保釈請求権者（勾留されている被告人、弁護人、法定代理人、保佐人、配偶者、直系の親族、兄弟姉妹）から請求があった場合は、裁判所は保釈を許さなければならない。ただし、次の6つの場合は、裁判所は請求を却下することができる。また、拘禁刑以上の判決が出た場合は権利保釈は認められない（同法344条。一審で実刑判決の場合でも控訴審で再保釈が認められることがあるが、これは次項の裁量保釈である）。
  1. 死刑、無期又は短期1年以上の拘禁刑に当たる罪を犯した場合（同条1号）
「短期1年以上」とは、「2年以上の拘禁刑に処する」（非現住建造物等放火罪）など、法定刑の刑期の下限が1年以上であることをいう。
  2. 過去に、死刑、無期又は長期10年を超える拘禁刑に当たる罪について有罪判決を受けたことがある場合（同条2号）
「長期10年を超える」とは、「15年以下の拘禁刑に処する」（傷害罪）のように、法定刑の刑期の上限が10年を超えることをいう。
  3. 常習として、長期3年以上の拘禁刑に当たる罪を犯した場合（同条3号）
  4. 罪証隠滅のおそれがある場合（同条4号）
実務上は、勾留要件における罪証隠滅のおそれと同義であると解されている。
  5. 被害者や証人に対し、危害を加えるおそれがある場合（同条5号）
  6. 氏名又は住所が明らかでない場合（同条6号）

- 裁量保釈（職権保釈ともいう。刑事訴訟法90条に規定。）
裁判所は、請求がなくても、裁量で保釈を許すことができる。もっとも、実務上は、弁護人等からの保釈請求があった場合に、裁判所が、89条4号などに当たるとしながらも、諸般の事情に照らして保釈を許す場合に用いられ、請求がないのに職権で保釈する運用はされていない。

- 義務的保釈（刑事訴訟法91条に規定）
勾留による拘禁が不当に長くなった場合は、裁判所は保釈を許さなければならない（実務上、本条によって保釈が行われることはあまりない）。

### 保釈の手続

#### 請求権者
保釈は、弁護人等の請求に基づいて行われるのが一般的である。
法律上、被告人本人、法定代理人、保佐人、配偶者、直系の親族、兄弟姉妹も、勾留を担当する裁判所に対して、保釈請求書を提出することで、自ら保釈請求をすることができる（刑事訴訟法第88条）。
弁護人と保釈に関する意見があわない場合等に、被告人や家族らが独自に保釈請求することができる。

#### 請求
保釈の請求先は、次のとおりである。
- 起訴～第1審における第1回公判期日前まで：裁判官（刑訴法280条）
保釈の許否の裁判に対する不服申立ては、地裁への準抗告→最高裁への特別抗告
- 第1審の第1回公判期日から高裁に記録が到着するまで：第1審の裁判所
不服申立ては、高裁への通常抗告→最高裁への特別抗告
- 高裁に記録が到着してから最高裁に記録が到着するまで：控訴審の裁判所
不服申立ては、別の高裁の合議体への異議申立て→最高裁への特別抗告
- 最高裁に記録到着後：上告審の裁判所

保釈請求書の提出は、裁判所への交付のほか、裁判所への郵送による方法も認められる。

#### 保釈許可決定
裁判所（裁判官）は、保釈の許否を決定する前に、検察官による請求による場合と急速を要する場合を除いて、検察官の意見を聴かなければならない（刑事訴訟法92条）。
検察官は、ほとんどの場合に「保釈請求は、 不相当 と思料する」と意見したうえ、別紙に詳細に反対意見を述べて保釈に反対する。検察官が、保釈に反対意見をだすことが、人質司法の原因を作り出している。
最高裁判所の「刑事事件に関する書類の参考書式について（送付）」には、裁判所が検察庁に対して、保釈に関する意見を求める保釈求意見（別紙番号43）の書式が挙げられる。
保釈を許す場合は、保釈保証金（いわゆる「保釈金」）の額を決める。その金額は、犯罪の性質・情状、証拠の証明力、被告人の性格・資産を考慮して、被告人の出頭を保証するのに過不足ない額を算出する。大抵は保釈される被告人の逃亡のおそれがないような金額が設定される（刑事訴訟法93条1項、2項）。
また、保釈後の住居（制限住居）を指定するなどの条件を付けることができる（刑事訴訟法93条3項）。
最高裁判所の「刑事事件に関する書類の参考書式について（送付）」には、保釈許可決定（別紙番号26・同27）、保釈請求却下決定（別紙番号28・同29・同30）の書式が挙げられる。

#### 身柄の釈放
保釈が許可され、定められた保釈保証金を裁判所に納付した場合は、身柄が釈放される。保釈保証金の納付前には身柄を釈放することはできない（刑事訴訟法94条1項）。
保釈保証金は、現金で納付するのが原則である。ただし、特に裁判所の許可があった場合は、有価証券又は裁判所の適当と認める被告人以外の者の差し出した保証書をもって保証金に代えることができる。

#### 保釈の取消し
以下のような場合は、裁判所は保釈を取り消すことができ、保証金の全部又は一部を没取（ぼっしゅ。「没収」と区別するため、あえて「ぼっとり」と読むこともある）することができる（刑事訴訟法96条）。
1. 正当な理由なく出頭しない場合
2. 逃亡した、又は、逃亡のおそれがある場合(例:イトマン事件、カルロス・ゴーン事件)
3. 罪証を隠滅した、又は、隠滅のおそれがある場合(例:パソコン遠隔操作事件、IR汚職事件に絡む証人買収事件)
4. 被害者や証人に危害を加えた、又は、危害を加えるおそれがある場合
5. 住居の制限などの保釈の条件に違反した場合

保釈が取り消されると、被告人は直ちに収監されることになる（刑事訴訟法98条）。

#### 保釈の失効
拘禁刑以上の刑に処する判決（実刑判決）の宣告があったときは、保釈が失効するから、被告人はただちに収監されることになる（刑事訴訟法343条）。ただし、控訴・上告に伴って（控訴・上告の提起前でも）、裁判所は再び保釈をすることができる。この場合、権利保釈の適用はない。
なお、上級審での再保釈時の保釈保証金は、下級審で未還付の保釈保証金をその一部に充当することができる（刑事訴訟規則91条2項）。

### 保釈保証金
保釈保証金とは、既述のとおり、身柄を釈放する代わりに、公判への出頭等を確保するために、預けさせる金銭のことである。

### 保釈率の推移
平成14年（2002年）のデータでは、第1審の終局人員（有罪又は無罪の判決を受けた者）のうち、一度でも勾留された者の割合（勾留率）は、地方裁判所では79.9%、簡易裁判所では87.8%。そのうち、保釈された者の割合（保釈率）は、地方裁判所では13.4%、簡易裁判所では5.9%となっている。
また、平成17年（2005年）のデータでは、勾留率は、地裁では82.3%、簡裁では84.2%。保釈率は、地裁では13.4%、簡裁では5.7%となっている。
令和元年（2019年）のデータでは、勾留率は地裁で73.5％、簡裁で68.8％であった。保釈率は、地裁で32.0％、簡裁で16.7％であった。

### 国選弁護人の保釈報酬
国選弁護人の保釈報酬は「保釈請求をし、保釈許可を得て、被告人が釈放された場合」に1万円である。
弁護人が保釈を請求したが裁判所が保釈請求を却下した場合には、保釈請求に報酬はなく0円である。
弁護人が保釈許可決定を得たが家族が保釈保証金を支払わない場合にも、保釈請求に報酬はなく0円である。
弁護人の保釈請求や準備にかかる実費（書面作成、交通費、郵送費等）について、日本司法支援センター（法テラス）は負担せず、弁護人の持ち出しである。
日本保釈支援協会（提携保険会社：あいおいニッセイ同和損害保険）は、国選弁護人の保釈報酬について、「昨今の国選弁護の実情として弁護人の費やした労力が国選弁護の報酬基準に反映されておらず保釈報酬は僅か1万円と低廉であり、懸命に弁護活動をすればするほど国選弁護人が経済的持ち出しを余儀なくされ国選弁護を時給換算した場合、実質約500円程度とも噂されています。」と述べ、日本司法支援センター（法テラス）の報酬体系を批判している。
なお、日本保釈支援協会の保釈保証金の立替え制度は、保釈保証金の2.75％の保証料が必要である。保釈保証金300万円の場合、保証料82500円＋事務手数料2200円。。
日本保釈支援協会の手数料収入は、国選弁護人の報酬（一例として地裁・単独事件で基礎報酬77000円）を上回ってしまう場合がある。

## イギリスの保釈制度

### 保釈の可否
イギリスでは適法な逮捕・告発（charge）があれば保釈されない限り原則として身柄拘束を継続できる。出頭確保、司法運営妨害の防止、保釈中の再犯防止等が困難になるときは保釈条件を設定できず未決拘禁の状態におかれる。

### 保釈条件の設定
保釈条件として、保釈保証金の納入のほか、住居の指定、夜間外出禁止、証人との接触の禁止などがある。
イギリスでは合理的理由なく裁判所に出頭しない場合には保釈逃亡罪に問われる。

## アメリカの保釈制度

### 保釈の可否
アメリカでは原則として冒頭出廷（Initial Appearance）の審問で未決拘禁にするか釈放するか判断が行われる。出頭確保や証人等の他害防止が困難になるときは保釈条件を設定できず未決拘禁の状態におかれる。

### 保釈金の立替
アメリカには、逮捕された被疑者の保釈金を立て替える保釈保証業者という業者がいる。

### 保釈条件の設定
保釈条件として、保釈保証金の納入のほか、外出の禁止、被害者や事件関係者との接触の禁止、治療プログラムの受講などがある。

### カリフォルニア州の改革
2018年8月、カリフォルニア州議会は、保釈金制度を撤廃する法案を可決。従来の制度は、貧富の差により待遇に格差が生じることへの対応であり、今後は裁判所職員や地元の公的機関が保釈した場合のリスク評価を行い保釈の可否や条件を決定する。